# Уреїліти
Уреїліти (рос. уреилиты, англ. ureilites, нім. Ureilite m pl) — безпольовошпатові метеорити, які містять алмаз-графітові зростки. Грубозернисті кам'яні, склад: олівін (85 % олівіну) і авгіт в нікелистому залізі, алмаз.
За назвою метеориту Новий Урей, Саратовська область, Росія.

## Загальний опис
Технічна назва уреїліту — олівін-пігеонітовий ахондрит. Порівняно з більшістю інших метеоритів, уреїліти, як правило, мають високий вміст вуглецю (в середньому 3 % за вагою) у формі графіту та наноалмазів. Алмази (рідко більше кількох мікрометрів у діаметрі) ймовірно, утворилися внаслідок ударних хвиль високого тиску від зіткнень материнського тіла уреїліту з іншими астероїдами. Розрізняють мономіктові (небрекчовані) та поліміктові уреїліти. Мономіктові уреїліти — це магматичні породи, що складаються з грубозернистого олівіну (форстериту) та клінопіроксену (пігеоніт), а також акцесорів, таких як графіт, алмаз, лонсдейліт, нікель-залізо або троїліт. Поліміктові уреїліти мають різні уламки мономіктового уреїліту, хондритів та інших. Точне походження уреїлітів поки що невідоме. Згідно з однією з теорій, уреїліти утворилися всередині основного тіла з накопиченими кристалами.

## Інтернет-ресурси
- [Архівовано 7 січня 2015 у Wayback Machine.] Світлина метеориту Новий Урей